# Acanthogryllus
Acanthogryllus is een geslacht van rechtvleugeligen uit de familie krekels (Gryllidae). De wetenschappelijke naam van dit geslacht is voor het eerst geldig gepubliceerd in 1877 door Saussure.

## Soorten
Het geslacht Acanthogryllus omvat de volgende soorten:
- Acanthogryllus acus Gorochov, 1988
- Acanthogryllus asiaticus Gorochov, 1990
- Acanthogryllus brunneri Sélys-Longchamps, 1868
- Acanthogryllus fortipes Walker, 1869
- Acanthogryllus malgasus Gorochov, 1988
- Acanthogryllus teretiusculus Gorochov, 1988